# Cap Tennyson
Le cap Tennyson est un cap de l'est de l'île de Ross, en Antarctique. Il se situe près de la baie Lewis.